# Alberto Lleras Camargo
Alberto Lleras Camargo (ur. 3 lipca 1906 w Bogocie, zm. 4 stycznia 1990  w Bogocie) − polityk kolumbijski, prezydent tego kraju w latach 1958-1962.

## Życiorys
Był politykiem Kolumbijskiej Partii Liberalnej. W latach 1935–1938 i 1943-1945 był ministrem spraw wewnętrznych, a w 1945 spraw zagranicznych w gabinetach prezydenta Alfonso Lópeza Pumarejo, którego od 7 sierpnia 1945 do 7 sierpnia 1946 - po jego ustąpieniu - zastępował pełniąc obowiązki prezydenta kraju. W 1943 był ambasadorem Kolumbii w Stanach Zjednoczonych. W latach 1948–1954 był sekretarzem generalnym Organizacji Państw Amerykańskich. Od 7 sierpnia 1958 do 7 sierpnia 1962 sprawował urząd prezydenta kraju.